# Touch Happy!
「Touch Happy!」（タッチ・ハッピー！）は、2011年8月24日に発売されたTUBE54枚目のシングル。

## 概要
- 前作「A Day In The Summer 〜想い出は笑顔のまま〜」から1ヵ月ぶりとなるシングル。
- リミックスは昨年のMIXアルバム『MIX TUBE-Remixed by Piston Nishizawa-』同じくピストン西沢が務めている。
- 表題曲のPVには様々な著名人が登場する。
- 2008年のシングル「Paradiso 〜愛の迷宮〜」以来約3年ぶりにTOP10落ちとなった。
- 初回限定盤は存在せず、通常盤1種のみの発売。
- 表題曲は長い間アルバム未収録のままだったが、2025年発売のベストアルバム『All Singles TUBEst -White-』にて初めてアルバムに収録された。

## 収録曲
| 全作詞: 前田亘輝、全作曲: 春畑道哉。 |                                 |           |            |              |      |
| #                                    | タイトル                        | 作詞      | 作曲・編曲 | 編曲         | 時間 |
| 1.                                   | 「Touch Happy!」                | 前田亘輝  | 春畑道哉   | ピストン西沢 | 4:29 |
| 2.                                   | 「約束の丘」                    | 前田亘輝  | 春畑道哉   | TUBE         | 4:36 |
| 3.                                   | 「Touch Happy!（Instrumental)」 | 前田亘輝  | 春畑道哉   | ピストン西沢 | 4:29 |
| 4.                                   | 「約束の丘 (Instrumental)」     | 前田亘輝  | 春畑道哉   | TUBE         | 4:35 |
| 合計時間:                            | 合計時間:                       | 合計時間: | 18:09      |              |      |

## 収録アルバム
- All Singles TUBEst -White- (#1)

## タイアップ
Touch Happy!
- 京楽産業.「CRびっくりぱちんこ プロポーズ大作戦 あの娘のハートもキュイン2」メインテーマ